# Ephemerella tibialis
Ephemerella tibialis är en dagsländeart som beskrevs av Mcdunnough 1924. Ephemerella tibialis ingår i släktet Ephemerella och familjen mossdagsländor. Inga underarter finns listade i Catalogue of Life.